# Alpská vyhlídka
Alpská vyhlídka je horský hotel v zaniklé vesnici Bučina u Kvildy na Šumavě. Jedná se o nejvýše položený hotel na české straně Šumavy. Je jedinou budovou s číslem popisným v bývalé obci Bučina (německy Buchwald), která čítala kolem 40 domů.

## Historie
Původní budovu hotelu nechal postavit František Pešl ze Zadova, nájemce chaty Klubu českých turistů U Pramene Vltavy. Pozemek na Bučině koupil díky sporu mezi hoteliérem Fastnerem a jeho sousedem, který prodejem pozemku dosáhl toho, že Fastnerovi přibyl český konkurent. Stavba byla zahájena na jaře roku 1937 a v září 1938 byl hotel s názvem Pešlova chata těsně před otevřením, ovšem 1. října 1938 překročila německá armáda hranici na Bučině kvůli zabrání Sudet. Pešlovi byli nuceni se z Bučiny odstěhovat, proto chatu uzavřeli a předali klíče tehdejšímu starostovi.
V květnu 1945 obsadila budovu hotelu americká armáda. Američané na Bučině setrvali až do října 1946, kdy po odsunu německých obyvatel v obci byla jen finanční stráž a pekař. Na Pešlovu chatu se přistěhovali Bohumila a Jan Kyznarovi, dcera Františka Pešla s manželem, zatímco Pešlovi zůstali na Zadově, kde měli své hospodářství i penzion. Pešlova chata nebyla schopna okamžitého provozu, proto si Kyznarovi vzali do národní správy sousední Fastnerův hotel. V roce 1947 byla Pešlova chata uvedena do provozu. V nabídce nového horského hotelu bylo 25 komfortně zařízených pokojů s ústředním topením, tekoucí teplou a studenou vodou, koupelny, společenské místnosti, garáže, vyhlídkové terasy a domácí kuchyně zásobovaná vlastním hospodářstvím.
V létě 1948 byl však hotel zestátněn, do pronájmu ho získala pošta Karlovy Vary a Kyznarovi zůstali jen jako zaměstnanci. V prosinci 1948 zatkla StB na Zadově rodiče a bratra paní Kyznarové kvůli protikomunistickému odboji a spolupráci s Kiliánem Nowotnym, těm se však podařilo utéct do Německa. StB pak zatkla na Bučině Jana Kyznara. Propuštěn byl na Vánoce, ovšem pobyt Kyznarových na Bučině již neměl trvat dlouho. Pešlova chata byla uzavřena pro rekreaci poté, co tři ubytovaní studenti uprchli do Bavorska. Na začátku května 1949 obdrželi Kyznarovi balíček od Pešlových, když jim odpověděli, StB dopis zadržela a Jan Kyznar byl opět zatčen. Tentokrát byl v politickém procesu odsouzen k 10 letům vězení v Jáchymově za spojení s protistátními živly. Bohumila Kyznarová byla v listopadu 1949 rozhodnutím Krajského velitelství národní bezpečnosti v Českých Budějovicích z Bučiny vyhoštěna.
Pešlovu chatu převzalo ministerstvo vnitra a v zimních měsících let 1950/1951 si zde 10. brigáda Pohraniční stráže Volary (zpočátku 5. brigáda) vybudovalo sídlo 3. roty, jedné z celkem 22 pohraničních rot. Vedle Pešlovy chaty byly postaveny dva tzv. finské domky pro ubytování důstojníků s rodinami a rozhledna, ze které se pozorovalo okolí roty a pohyb ve vesnici Finsterau, kde probíhala cvičení americké armády. Ustanovením zákona o ochraně hranic z roku 1951 se Bučina stala součástí zakázaného pásma u hranic (původně široké několik set metrů) se zakázaným vstupem pro všechny, kdo v těchto místech neměli nahlášené trvalé bydliště. Tajná směrnice z 16. srpna 1952 stanovila, že do konce roku 1953 budou zbořeny všechny budovy v zakázaném pásmu s výjimkou těch, které pro své potřeby využívá pohraniční stráž. Pešlova chata se tak stala jedinou z původních budov na Bučině, která byla ušetřena. Definitivně byla torza domů i kaplička srovnány se zemí po výnosu ministerstva místního hospodářství ze dne 30. 11. 1956 o demolicích v hraničním pásmu. Podle vzpomínek jednoho z pamětníků z let 1959-1961 bylo na rotě 48 pohraničníků. Pešlova chata měla cimry, společenskou místnost s malou televizí, místnost na úschovu dřeva, kotelnu, kuchyni a jídelnu. Na rotě bylo polní hospodářství – maštal, prasata, krávy, sklizeň sena, pro dopravu se používali koně. Po zrušení Volarské brigády v roce 1962 byla rota pod č. 14 přičleněna k Sušické brigádě a praporu ve Kvildě, kde byla zrušena k 28. únoru 1964 v souvislosti s novou koncepcí ochrany státních hranic. Bučina se i nadále využívala jako odloučené stanoviště (piket) roty ve Kvildě, po kratší dobu zde byla umístěna odposlouchávací zařízení a rušička zahraničního vysílání Svobodné Evropy.
V roce 1990 byla Pešlova chata vydána Krajskou ubytovací správou v Plzni zpět Bohumile Kyznarové, která převedla svá vlastnická práva na dceru Bohumilu Markovou a jejího manžela Eduarda Marka. Vnučka Františka Pešla s manželem se rozhodli pro rekonstrukci zdevastovaného hotelu. V roce 1993 však k návrhu na vydání rozhodnutí o umístění stavby rekonstrukce Pešlovy chaty vydala Správa NP a CHKO Šumava nesouhlasné stanovisko. Přes další jednání nemohl být projekt realizován a Markovi nabídli přes realitní kancelář Pešlovu chatu k prodeji. Odkoupil ji od nich JUDr. František Talián. Markovi si ponechali sousední pozemky a zrekonstruovali k obývání jeden z finských domků. Ruiny Pešlovy chaty byly zbourány v roce 2003. Na jejím místě nechal František Talián zřídit hotel Alpská vyhlídka ve stejném stylu, jako byla původní chata. Hotel byl návštěvníkům otevřen v roce 2010.